# Slaget om Dublin

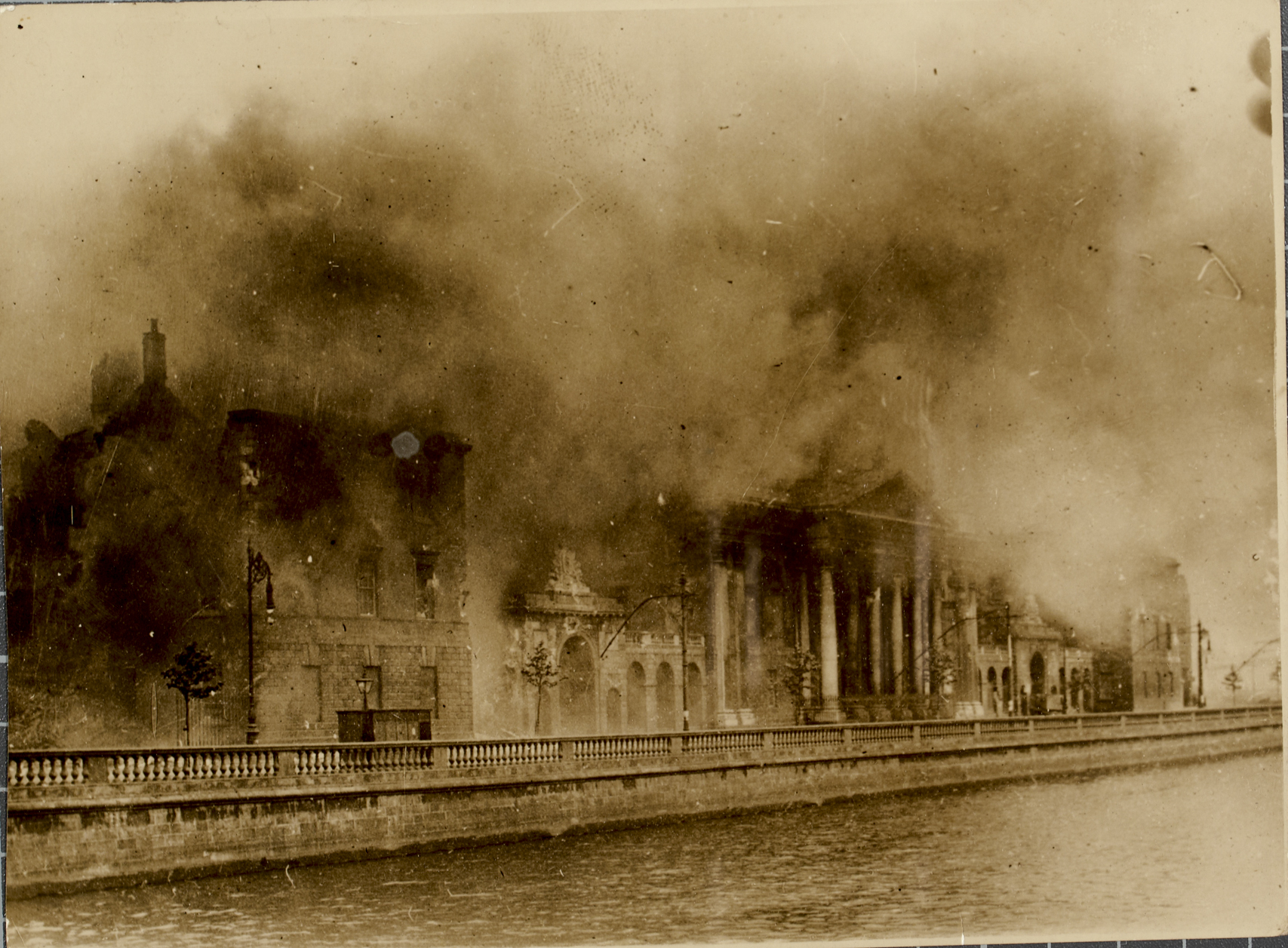
Sprängning och brand i Four Courts under slaget, 30 juni 1922

Slaget om Dublin var gatustrider i Irlands huvudstad Dublin som utspelade sig mellan 28 juni och 5 juli 1922 och blev början på det irländska inbördeskriget 1922–1923. Striderna inleddes med att den provisoriska regeringen för den föreslagna Irländska fristaten anföll byggnaden Four Courts som hade blivit ockuperad av en hårdför gruppering av den del av Irländska republikanska armén som motsatte sig avtalet med Storbritannien och slutade med att republikanerna besegrades och huvudstaden säkrades åt den provisoriska regeringen.

## Förluster
Av de stridande dog minst 29 personer och 150 skadades. Minst 35 civila dog och mer än 100 skadades.